# Zancleopsis elegans
Zancleopsis elegans is een hydroïdpoliep uit de familie Zancleopsidae. De poliep komt uit het geslacht Zancleopsis. Zancleopsis elegans werd in 1978 voor het eerst wetenschappelijk beschreven door Bouillon. 